# Dicranella erectotheca
Dicranella erectotheca là một loài Rêu trong họ Dicranaceae. Loài này được (R. Br. bis) Paris mô tả khoa học đầu tiên năm 1900.